# Bavia decorata
Bavia decorata es una especie de Arachnida del género Bavia, de la familia Salticidae, del orden Araneae.

## Distribución
Bavia decorata se distribuye por Indonesia (Sumatra).

## Taxonomía
Fue descrita científicamente por Tord Tamerlan Teodor Thorell en 1890. Se sabe demasiado poco sobre la especie para confirmar su ubicación en la tribu Baviini de las arañas saltarinas.
Tratamiento taxonómico
La especie aparece registrada y publicada en Annali Del Museo Civico Di Storia Naturale Di Genova, volumen 30, entre las páginas 132 y 172 (1890).